# Brachiosia castaneola
Brachiosia castaneola är en fjärilsart som beskrevs av George Francis Hampson 1900. Brachiosia castaneola ingår i släktet Brachiosia och familjen björnspinnare. Inga underarter finns listade i Catalogue of Life.